# Los crímenes del obispo
Los crímenes del obispo (en inglés The Bishop Murder Case) es una novela del escritor norteamericano S.S. Van Dine publicada en 1929.
La novela comienza con el primer verso del libro para niños Las canciones de Mamá Oca
Al ritmo de una de las canciones infantiles más conocidas de Las canciones de mamá oca, clásico cuento estadounidense, se van cometiendo violentos crímenes, mezclando así un acto tan delictivo con un juego de niños.
Concordando con la primera estrofa de la canción, se produce el asesinato de John Cochrand Robin, apodado por sus amigos «Cock Robin», atravesado por una flecha y con un golpe en su cabeza. El último en ver con vida a Robin es el señor Sperling, cuyo apellido en alemán significa «gorrión».
Este es el primero de la trilogía de sangrientos asesinatos que se van produciendo en este cuento, hasta chocar con un final que de sorpresivo tiene poco pero de emocionante tiene mucho.

## Personajes
Los asesinatos se desarrollan en la casa de los Dillard, una familia muy aficionada al tiro con arco y flecha. La siguiente es la lista de sus integrantes:
- Profesor Dillard, conocido matemático y físico.
- Sigurd Arnesson, protegido del anterior y también profesor de matemáticas en la Universidad de Harvard.
- Belle Dillard, sobrino del profesor Dillard.
- John Cochrand Robin, pretendiente de Belle Dillard y campeón del tiro con arco y flecha.
- Sperling, otro pretendiente de Belle, jugador también del mencionado deporte.

Criados:
- Pyne, el mayordomo.
- Beedle, cocinera e hija del anterior.

También juegan un papel muy importante los vecinos de la familia Dillard, por un lado:
- Señor Drukker, joven jorobado, con mente un tanto infantil, gran físico y matemático.
- Señora Drukker, conocida como Lady Mae. Madre del anterior y muy afecta a su hijo.
- Señor Pardee, un amargado vecino ajedrecista y matemático elemental.

## Adaptación cinematográfica
- The Bishop Murder Case, estrenada en 1930.[3] La adaptación fue realizada por Lenore J. Coffee y la dirección estuvo a cargo de David Burton y Nick Grinde. Entre los protagonistas se encuentran Basil Rathbone, Leila Hyams y Roland Young.[4]